# Magneux-Haute-Rive
Magneux-Haute-Rive és un municipi francès situat al departament del Loira i a la regió d'Alvèrnia-Roine-Alps. L'any 2007 tenia 370 habitants.

## Demografia

### Població
El 2007 la població de fet de Magneux-Haute-Rive era de 370 persones. Hi havia 127 famílies de les quals 25 eren unipersonals (17 homes vivint sols i 8 dones vivint soles), 38 parelles sense fills i 64 parelles amb fills.
La població ha evolucionat segons el següent gràfic:
Habitants censats

### Habitatges
El 2007 hi havia 149 habitatges, 131 eren l'habitatge principal de la família, 12 eren segones residències i 6 estaven desocupats. 137 eren cases i 13 eren apartaments. Dels 131 habitatges principals, 96 estaven ocupats pels seus propietaris, 32 estaven llogats i ocupats pels llogaters i 3 estaven cedits a títol gratuït; 7 tenien dues cambres, 18 en tenien tres, 44 en tenien quatre i 61 en tenien cinc o més. 97 habitatges disposaven pel capbaix d'una plaça de pàrquing. A 54 habitatges hi havia un automòbil i a 74 n'hi havia dos o més.

### Piràmide de població
La piràmide de població per edats i sexe el 2009 era:
| Homes | Edats   | Dones |
| ----- | ------- | ----- |
| 0     | 95 o +  | 0     |
| 0     | 90 a 94 | 2     |
| 4     | 85 a 89 | 1     |
| 0     | 80 a 84 | 3     |
| 1     | 75 a 79 | 1     |
| 5     | 70 a 74 | 3     |
| 7     | 65 a 69 | 7     |
| 4     | 60 a 64 | 6     |
| 5     | 55 a 59 | 4     |
| 9     | 50 a 54 | 9     |
| 11    | 45 a 49 | 9     |
| 17    | 40 a 44 | 16    |
| 16    | 35 a 39 | 13    |
| 16    | 30 a 34 | 11    |
| 4     | 25 a 29 | 9     |
| 6     | 20 a 24 | 4     |
| 15    | 15 a 19 | 10    |
| 14    | 10 a 14 | 14    |
| 10    | 5 a 9   | 15    |
| 15    | 0 a 4   | 8     |

## Economia
El 2007 la població en edat de treballar era de 250 persones, 200 eren actives i 50 eren inactives. De les 200 persones actives 191 estaven ocupades (109 homes i 82 dones) i 9 estaven aturades (4 homes i 5 dones). De les 50 persones inactives 15 estaven jubilades, 19 estaven estudiant i 16 estaven classificades com a «altres inactius».

### Ingressos
El 2009 a Magneux-Haute-Rive hi havia 137 unitats fiscals que integraven 396 persones, la mediana anual d'ingressos fiscals per persona era de 17.419 €.

### Activitats econòmiques
Dels 20 establiments que hi havia el 2007, 6 eren d'empreses de construcció, 7 d'empreses de comerç i reparació d'automòbils, 2 d'empreses d'hostatgeria i restauració, 4 d'empreses immobiliàries i 1 d'una empresa classificada com a «altres activitats de serveis».
Dels 6 establiments de servei als particulars que hi havia el 2009, 1 era un taller de reparació d'automòbils i de material agrícola, 1 paleta, 2 lampisteries, 1 perruqueria i 1 restaurant.
L'any 2000 a Magneux-Haute-Rive hi havia 11 explotacions agrícoles que ocupaven un total de 935 hectàrees.

## Equipaments sanitaris i escolars
El 2009 hi havia una escola elemental integrada dins d'un grup escolar amb les comunes properes formant una escola dispersa.

## Poblacions més properes
El següent diagrama mostra les poblacions més properes.